# Иван Путский
Юзеф Беднарский (пол. Józef Bednarski, родился 21 января 1941) — американский рестлер и бодибилдер польского происхождения, известный под псевдонимом Иван Путский (англ. Ivan Putski), а также прозвищами «Польский молот» (англ. The Polish Hammer) и «Польская сила» (англ. Polish Power).
Путский выигрывал титул командных чемпионов мира WWF вместе с Тито Сантана, широко известен враждой с Суперзвездой Билли Грэмом в чемпионате WWF, приводившей ко множеству поединков и долгих встреч. Помимо всего, его противниками были Железный Шейх, Иван Колофф и Джесси Вентура, который называл Путского «Пудуским» во время комментирования матчей. Является первым рестлером польского происхождения, выступавшим в WWF или WWE.

## Ранние годы
Родился в оккупированном немцами Кракове, в США эмигрировал с семьёй в раннем возрасте. Проживал в Техасе, где начинал свою карьеру рестлера. Антропометрические данные: 167 см и 102 кг (в начале карьеры около 114 кг).

## Реслинг

### Начало карьеры (1968—1974)
Выиграл командный чемпионат Техаса NWA с Хосе Лотарио дважды в 1973 году. Являлся звездой Далласа и Форт-Уорта, был гвоздём программы на арене реслинга Спортаториум в Далласе. Как правило, Путский изображал кривляку и клоуна, который всегда каким-то невероятным образом побеждал своего противника. Представлялся как выживший в немецком концлагере, что только добавляло ему очков со стороны публики. В середине 1974 года начал сотрудничать с Американской ассоциацией реслинга (American Wrestling Association, AWA). Незадолго до ухода из AWA сбросил вес для участия в соревнованиях по бодибилдингу, поддерживал свою форму и массу от 97 до 100 кг.

### WWF (1974—1987)
Путский дебютировал в WWWF в 1974 году. Враждовал с Брюзером Броди, Стэном Хансеном и Иваном Колоффом. 25 июня 1976 года на шоу «Разборка в Ши» победил Микеля Шиклуну, а 9 августа 1980 года там же победил Джонни Родза.
22 октября 1979 года с Тито Сантанта в команде Путский победил Джонни и Джерри Вэлиантов и завоевал титул командных чемпионов мира WWWF, уступив его через полгода Диким Самоанцам. В 1980-е годы враждовал с Родди Пайпером и Сержантом Слотером, временно уйдя из рестлинга в 1986 году. Далее он перешёл в независимые организации реслинга, иногда выступая на поединках WWF как приглашённая звезда. В 1984 году враждовал с Джесси Вентурой. В 1987 году последний раз появился в WWF в команде с Помойным Псом и Суперзвездой Билли Грэмом.

### Прочие промоушены (1981—1987)
Карьеру Путский начал плавно завершать в 1980-е годы: в мае 1981 года Путский с Ваху Макдэниэлом победил в бою за титул командных чемпионов мира SWCW команду Дори Фанка-младшего и Ларри Лейна. В ноябре 1985 года в первом раунде Классики Реслинга WWF проиграл Рэнди Сэвиджу.

### Завершение карьеры
В 1995 году Путский был введён в Зал Славы своим сыном Скоттом. В июле 1997 года в бою в шоу Raw is War со своим сыном победил Джерри Лоулера и Брайана Кристофера, тем самым завершив свою карьеру в промоушене. В 1996 году соревновался в International Championship Wrestling как фейс, победив в нескольких матчах и заявляясь как «крутой парень», но не стал чемпионом ни разу. В конце 1990-х окончательно ушёл из реслинга, продолжая уже участвовать в соревнованиях самых сильных людей. В 2010 году дал интервью в рамках шоу LegendsMania.

## Карьера силача
Участвовал в соревнованиях силачей (стронгменов), в 1978 году принимал участие в турнире World’s Strongest Man и стал восьмым среди 10 человек. Отличался сильными ногами, тренировался на стадионе в Остине.

## Личная жизнь
Сын — Скотт Путский, рестлер, участвовал в промоушенах World Wrestling Federation и World Championship Wrestling, но не снискал такой славы, как отец.
Иван Путский работал в 2000—2007 годах начальником охраны школы Джека Хэйса в Буде (штат Техас). 8 января 2012 года введён в зал славы Cloverleaf Radio.

## Достижения
- Big Time Wrestling
  - Командный чемпион США по версии NWA (с Хосе Лотарио, 1 раз)[1]
  - Командный чемпион Техаса по версии NWA (с Хосе Лотарио, 2 раза)[1]
- Pro Wrestling Illustrated
  - Команда года (1979), с Тито Сантана
  - В списке 500 лучших рестлеров-одиночек 2003 года (номер 170)
  - В списке 100 лучших команд 2003 года (номер 92, с Тито Сантана)
- Southwest Championship Wrestling
  - Командный чемпион SCW (с Ваху Макдэниелом, 1 раз)[1]
- World Wrestling Federation
  - Командный чемпион мира (1 раз, с Тито Сантана)[1]
  - Член Зала cлавы WWF (1995)
- Wrestling Observer Newsletter
  - Самый нелюбимый рестлер по версии читателей (1984)
  - Худший рестлер (1984)